# Máximo Alcócer
Máximo Alcócer   (Cochabamba, 15 d'abril de 1933 - Carolina del Nord, 13 de maig de 2014) fou un futbolista bolivìà de la dècada de 1950.
Fou 22 cops internacional amb la selecció de Bolívia. Participà en la Copa Amèrica de 1963.
Pel que fa a clubs, defensà els colors de Club Jorge Wilstermann, Club Always Ready, CD Municipal de La Paz i Club Aurora.